# Jahrgangsklasse
Die Jahrgangsklasse ist eine schulinterne Organisationsform, bei der, im Gegensatz zum jahrgangsübergreifenden Unterricht, nur gleichaltrige Schüler gemeinsam in einer Schulklasse unterrichtet werden. Die Jahrgangsklasse stellt die heute übliche Unterrichtsform dar.

## Historisches
Das Prinzip der Jahrgangsklassen ist eine Folge der Einführung der Schulpflicht im 18. und 19. Jahrhundert. Da die Schulpflicht an das Erreichen eines bestimmten Alters gebunden war, wurden die Schüler nach Alterskohorten eingeschult.
Da auf dem Land die Schulen vielfach zu klein waren, um Jahrgangsklassen einzurichten, wurden so genannte Zwergschulen eingeführt, in denen mindestens 10 Kinder jahrgangsübergreifend unterrichtet werden. In Deutschland wurden diese in den 1960er Jahren abgeschafft, das System der Jahrgangsklassen durch die Einrichtung von Mittelpunktschulen flächendeckend wieder umgesetzt.

## Pädagogische Grundannahme
Pädagogisch liegt diesem Prinzip die Annahme zugrunde, dass gleichaltrige Schüler homogene Lerngruppen bilden. Da sich diese Annahme nicht für alle Schüler als richtig erwiesen hat, wurde in Deutschland die Möglichkeit eröffnet, eine Klasse  zu wiederholen oder zu überspringen. 25 % der Schüler in Deutschland weisen von der 1. bis zur 10. Klasse eine verzögerte Schullaufbahn auf, bleiben also mindestens einmal sitzen. (Statistisches Bundesamt, 2005)
Eine Abkehr von diesem Prinzip ist in der gymnasialen Oberstufe zu beobachten. Auch werden in einigen Bundesländern die ersten beiden Klassen gemeinsam unterrichtet. Für die Primarstufe und Sekundarstufe I wird seit Jahren kontrovers unter dem Stichwort „Jahrgangsübergreifender Unterricht“ diskutiert. Eine Vielzahl von Schulversuchen und wissenschaftlichen Untersuchungen beschäftigt sich mit diesem Thema.

## Alternativen
Alternativen zeigen sich bei den erfolgreichen Pisa-Ländern, die bereits nach der Primarstufe mit Kurssystemen arbeiten.